# Маріупольська бібліотека Горбачова
Маріупольська бібліотека С. Горбачова 1868 р. — каталог приватної бібліотеки мешканця Маріуполя С. Горбачова.

## Передісторія
На відміну від Одеси або Миколаєва — Маріуполь десятиліттями залишався лише міщанським і купецьким містом. Дворянська культура в місті не прижилася і її ознак в історії і архітектурі нема. В Маріуполі не було дворянських садиб на околицях, дворянських палаців в місті (як в Одесі), старовинних приватних бібліотек з закордонними книгами, давніх колекцій живопису тощо.
Мало що відомо про перші бібліотеки в Маріуполі. Так, відомо, що бібліотека приходського училища у 1828 році нараховувала дев'яносто сім (97) книг та підручників (зрозуміло, що підручники переважали). Не збережено відомостей про бібліотеку в Духовному училищі Маріуполя. За припущеннями, вона була, але мала специфічний (релігійний, біблійний) характер і навряд чи перебільшувала бібліотеку приходського училища.
Приватну бібліотеку мав мешканець міста С. Горбачов, особа заможна і зацікавлена в читанні і книгах. Деякий час С. Горбачов був міським головою. 1868 року на власні кошти він видав в місті Одеса каталог власної бібліотеки, оскільки в провінційному Маріуполі на той час ще не було жодної друкарні.

## Каталожні відомості про бібліотеку
Сторонніх відомостей про приватну бібліотеку С. Горбачова нема. Майже всі факти про неї отримані з самого каталогу. Так, більшість книг була в одному зразку, що характерно саме для приватних бібліотек. Увесь фонд бібліотеки С. Горбачова не перебільшував 500—600 книг, це більше бібліотек приходського чи Духовного училища.
С. Горбачов збирав книги для власних потреб та потреб родини. Але згодом зробив бібліотеку сімейним бізнесом, аби мати сторонній прибуток. Для цього придбав найпопулярніші тоді видання типу творів Олександра Дюма, журнал «Вестник Европы» та газету «Одесский вестник». Так приватна бібліотека стала публічною і платною. Письменний маріуполець мав платити п'ять (5) рублів сріблом на рік за користування бібліотекою С. Горбачова . Зрозуміло, що відвідувачів було небагато, оскільки ще небагато було і освічених осіб в місті.
Дешеві видання і белетристика переважали, але поряд із виданнями типу Поля де Кока «Похождения мужа, покинутого женой» або «Беда от любовных связей» було декілька творів Фенімора Купера, Жорж Санд, Флобера, Діккенса, Вальтера Скотта. Згідно каталогу були навіть Вільям Шекспір та Сервантес. У відділку російськомовних письменників — Лермонтов Михайло Юрійович, Тургенєв Іван Сергійович, Пушкін Олександр Сергійович, Гоголь Микола Васильович, Гончаров Іван Олександрович, Аксаков Сергій Тимофійович тощо. Було декілька видань про видатних діячів минулого і 19 ст. — Джузеппе Гарібальді, Авраама Лінкольна, царя Петра І.
Українських видань було обмаль, бо діяло декілька царських наказів про заборону книговидання українською мовою (Наказ Петра І від 1720 р.) Катерина II дала наказ розшукувати україномовні букварі і знищувати їх. 1863 р. імперський міністр Петро Валуєв видав циркуляр про заборону вжитку в Україні української мови. Тим не менше в приватній бібліотеці С. Горбачова опинились «Кобзар» Т. Шевченка, «Народні оповіщання» Марко Вовчок, книги Квітки-Основ'яненка.
Подальша доля приватної бібліотеки С. Горбачова невідома (продана вроздріб ? вивезена ? знищена ?).
Лише 1898 року обладнана перша в Маріуполі публічна бібліотека-читальня з невеликим книжковим фондом.